# Museo del vetro
Il Museo del vetro, fondato nel 1861 a Murano, fa parte della Fondazione Musei Civici di Venezia. La sua sede è nel palazzo storico palazzo dei Vescovi di Torcello, edificio in stile gotico fiorito precedentemente dimora del vescovo Marco Giustinian.

## Storia

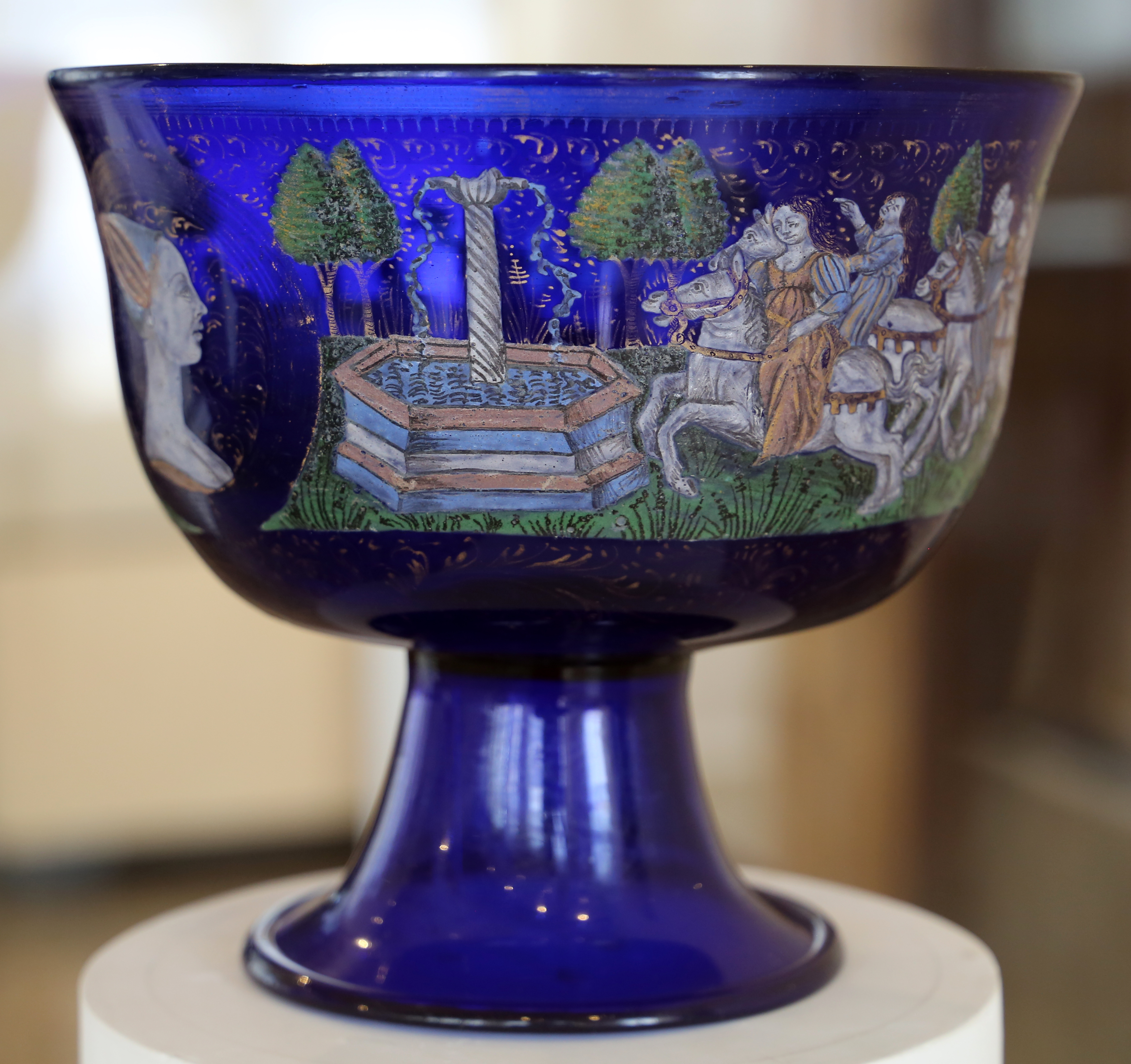
La Coppa Barovier

Il museo di Murano fu fondato dall'abate Vincenzo Zanetti nel 1861.
Nacque come progetto per la costituzione di un archivio che riunisse le testimonianze della storia dell'isola, ma rapidamente evolse nella sua forma museale. Nel 1862 venne anche collegato a una scuola che permetteva ai vetrai di studiare i disegni e i modelli dei vetri contenuti nel museo. 
Nel 1923, con l'annessione di Murano al Comune di Venezia, il Museo del vetro venne incluso nei Musei civici veneziani.
Le sue collezioni furono soggette ad un riordinamento nel 1932, con l'aggiunta dei vetri delle collezioni Correr, Cicogna e Molin. In seguito, i depositi della Soprintendenza archeologica permisero di istituire la sezione archeologica, della quale gli elementi di maggior prestigio sono i vetri provenienti da Zara.
Oggi le collezioni del museo, oltre che per mezzo di acquisti, vengono incrementate da donazioni da parte delle fornaci dell'isola, che vanno ad arricchire soprattutto la raccolta contemporanea.
Il museo è stato recentemente restaurato per ospitare le collezioni del novecento. 

## Glass in Venice
Progetto nato in collaborazione tra i Musei civici Veneziani e l'Istituto Veneto di Scienze, Lettere ed Arti atto a promuovere la conoscenza del vetro di Murano. Collegato al progetto è stato istituito il PREMIO GLASS IN VENICE  destinato agli artisti vetrai. Le opere premiate vengono poi esposte nella sede dell'Istituto Veneto. Il progetto è partito per valorizzare l'attività artistica vetraria e continuare l'attività di laboratorio culturale del Museo del vetro.

## Galleria d'immagini

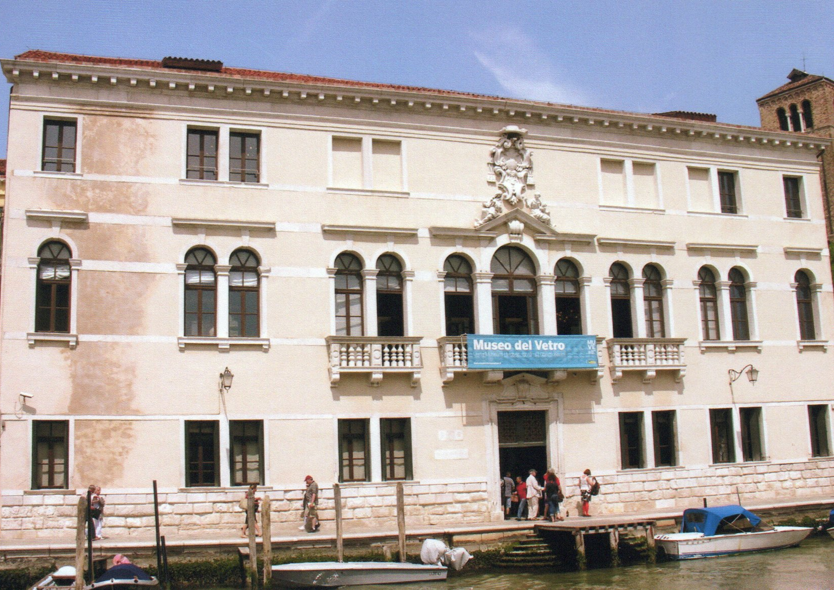
Murano, Museo Vetrario
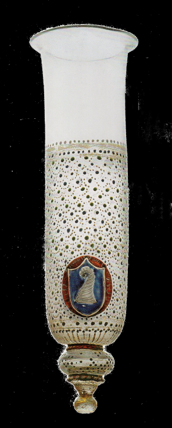
Cesendello con stemma dei Tiepolo, sec. XIV-XV
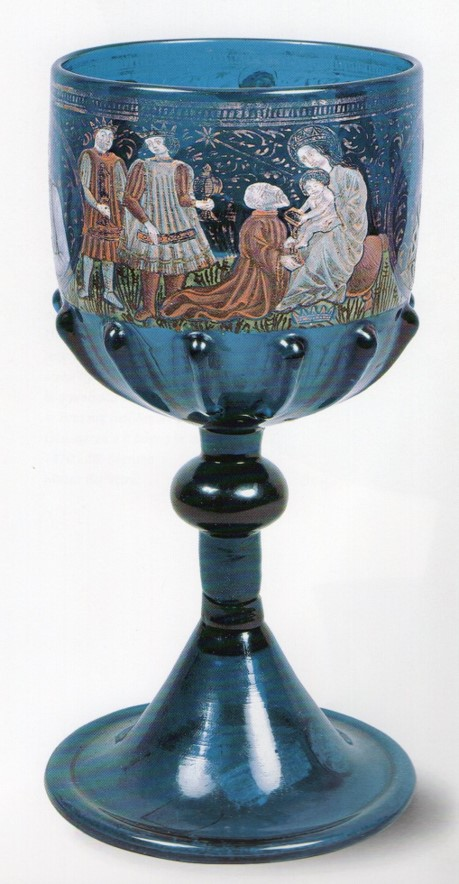
Coppa 1460-1470
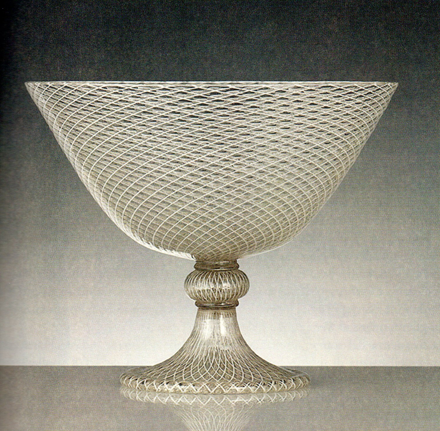
Coppa sec. XVII
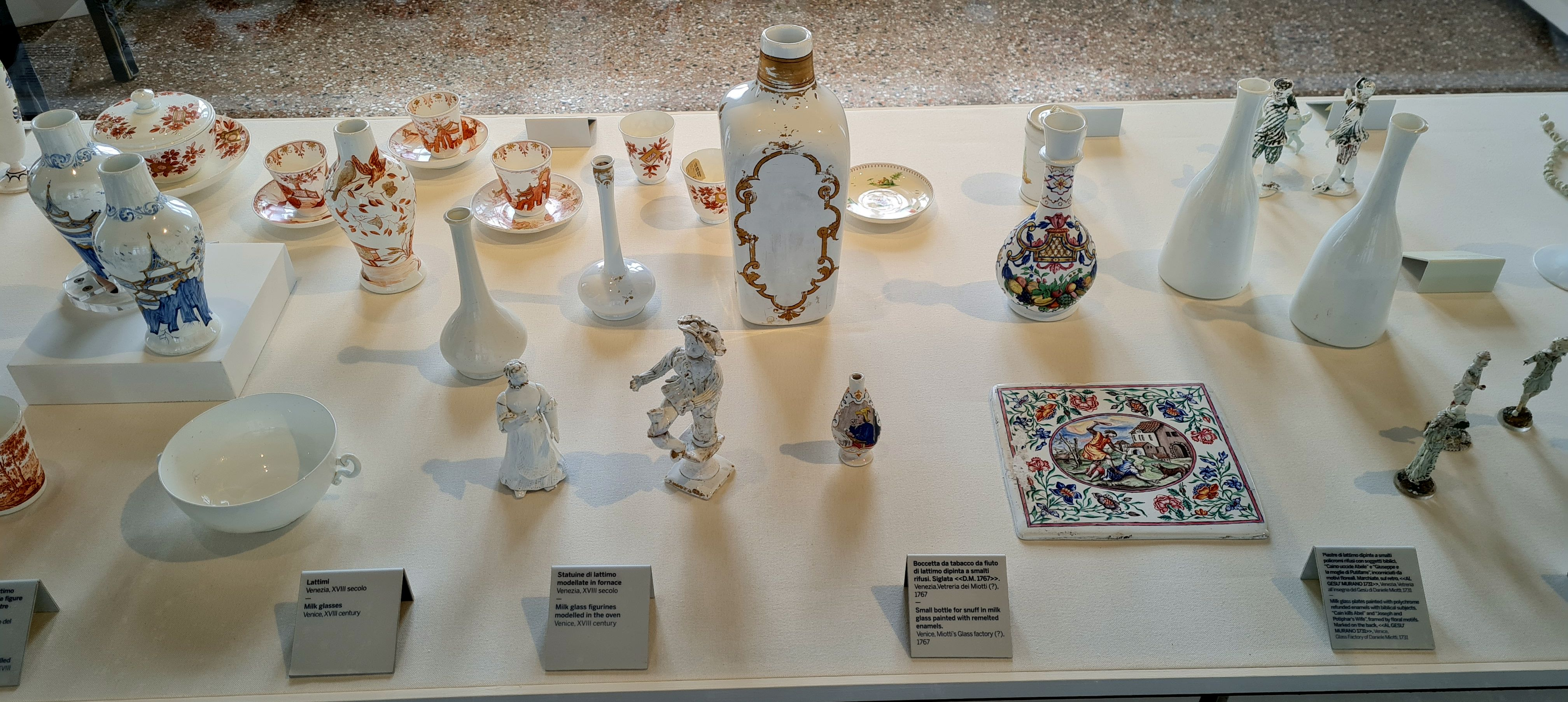
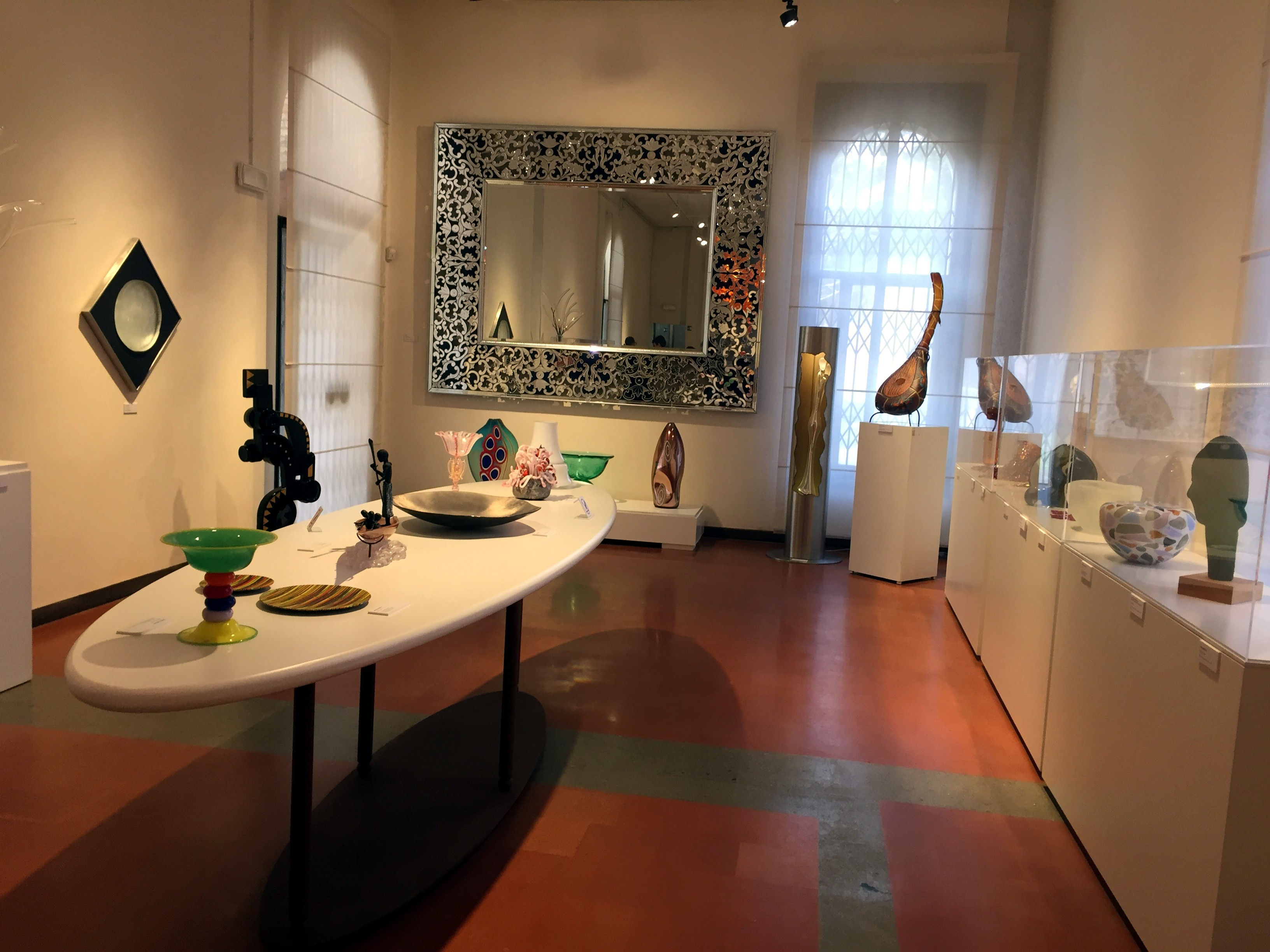